# Верни (Лука)
Верни је насеље у Италији у округу Лука, региону Тоскана.
Према процени из 2011. у насељу је живело 105 становника. Насеље се налази на надморској висини од 473 м.